# Mile Stojić
Mile Stojić (* 21. Januar 1955 in Dragićina,  Jugoslawien, heute Bosnien-Herzegowina) ist ein bosnischer Dichter und Essayist.
Stojić graduierte an der philosophischen Fakultät der Universität Sarajevo in südslawischen Sprachen und Literatur. Er lebte bis 1992 in Sarajevo und war Mitarbeiter der neuen Zeitung „Naši Dani“, Mitherausgeber der Literaturmagazine „Lica“ und „Odjek“ sowie Herausgeber des ersten postsozialistischen kroatischen Magazins „Tjednik“. Er organisierte die kroatische Literaturanthologie „Iza spuštenijeh trepavica“ (Sarajevo 1991).
Nach der Flucht aus Sarajevo arbeitete er 10 Jahre hindurch als Lehrbeauftragter für südslawische Literatur an der Universität Wien. 1995 publizierte er in Wien bosnische Kriegsliteratur in deutscher Übersetzung („In Schmerz mit Wut“), 2000 in Klagenfurt den Essayband „Fenster, Worte. Ein bosnisches Alphabet“.
Heute lebt Mile Stojić mit seiner Familie wieder in Sarajevo und kommentiert das Zeitgeschehen in verschiedenen Zeitungen und Zeitschriften.

## Werke (Auswahl)
- Fenster-Worte: ein bosnisches Alphabet (Übersetzt aus dem Kroatischen von Klaus Detlef Olof), Drava-Verlag, Klagenfurt 2000, ISBN 3-85435-332-4
- Das ungarische Meer (Übersetzt aus dem Kroatischen von Klaus Detlef Olof), Kitab-Verlag, Klagenfurt 2006, ISBN 3-902005-67-X
- Cherubs Schwert, Gedichte und Essays (Übersetzt aus dem Kroatischen von Cornelia Marks), Leipziger Literaturverlag, Leipzig 2012, ISBN 978-3-86660-134-5
- Via Vienna, Skizzen auf der Strecke Sarajevo-Wien. Essays (Übersetzt aus dem Kroatischen von Cornelia Marks), Klagenfurt: Drava Verlag 2013, ISBN 978-3-85435-714-8
- Hatidža (Text in 17 Sprachen, u. a. auch in Deutsch), Dobra knjiga, Sarajevo 2019, ISBN 978-9958-27-506-7
- Wo wir zitternd stehen in Labyrinthen. Ein Buch der Liebe. Gedichte. (Übersetzt aus dem Kroatischen von Cornelia Marks) – Heidelberg: Morio Verlag (Imprint des Mitteldeutschen Verlags Halle/Saale) 2023, ISBN 978-3-949749-08-7